# Episodi di Tre cuori in affitto (prima stagione)
La prima stagione della sitcom Tre cuori in affitto è stata trasmessa negli Stati Uniti dal 15 marzo 1977 al 21 aprile 1977.
| nº | Titolo originale      | Titolo italiano       | Prima TV USA   | Prima TV Italia |
| -- | --------------------- | --------------------- | -------------- | --------------- |
| 1  | A Man About the House | Aiuto, c'è un uomo !  | 15 marzo 1977  | 1984            |
| 2  | And Mother Makes Four | Arriva la mamma       | 24 marzo 1977  | 1984            |
| 3  | Roper's Niece         | Sul più bello         | 31 marzo 1977  | 1984            |
| 4  | No Children, No Dogs  | Né bambini né cani    | 7 aprile 1977  | 1984            |
| 5  | Jack the Giant Killer | Jack l'ammazzagiganti | 14 aprile 1977 | 1984            |
| 6  | It's Only Money       | Ladri d'affitto       | 21 aprile 1977 | 1984            |

## Aiuto, c'è un uomo!
- Titolo originale: A Man About the House
- Diretto da: Bill Hobin
- Scritto da: Don Nicholl, Michael Ross e Bernie West

### Trama
La bruna Janet Wood, direttrice di un negozio di fiori, e Chrissy Snow, una segretaria bionda e disinvolta, dopo una festa d'addio per la loro ex compagna di stanza Eleanor Garvey-Phillips, che si è sposata, trovano Jack Tripper addormentato nella loro vasca piena d'acqua. Le due ragazze, prive di abilità culinarie, decidono di condividere l'appartamento e le spese con il ragazzo quando scoprono che alloggia provvisoriamente alla YMCA e soprattutto sta studiando per diventare uno chef gourmet. Ma prima devono trovare un modo per superare le obiezioni del loro padrone di casa, Stanley Roper, che vive al piano di sotto, sposato con Helen, il quale non consente a maschi e femmine di vivere insieme senza essere sposati. Quindi Janet ha un'idea e fa credere a Stanley che Jack sia omosessuale, permettendo così al giovane di vivere con le ragazze.
- Guest star: Kit McDonough (Patricia Crawford).
- Note: Basato sull'episodio In tre è già folla di Un uomo in casa.

## Arriva la mamma
- Titolo originale: And Mother Makes Four
- Diretto da: Bill Hobin
- Scritto da: Don Nicholl, Michael Ross e Bernie West

### Trama
Mentre Jack si trasferisce per condividere l'appartamento con Janet e Chrissy, telefona la madre di quest'ultima informandola del suo arrivo di lì a momenti. Chrissy, il cui padre è un pastore protestante, alla notizia del suo arrivo va nel panico totale. Per tenere la situazione sotto controllo, Chrissy chiede a Janet di portare Jack al Regal Beagle, il pub del quartiere (Arcobaleno nella versione italiana), frequentato anche dalla signora Roper, e di tenerlo lì finché la signora Snow non se ne va. Nel locale, Helen scopre che in realtà Jack è eterosessuale, ma decide di non rivelarlo al consorte. Quando giunge la madre, Chrissy la informa che Eleanor si è sposata e se n'è andata, non rivelando l'identità del nuovo inquilino e dicendo che adesso la stanza è libera. La madre, entusiasta della notizia, decide di passarci la notte prima di ripartire per Fresno la mattina seguente. Con il passare della serata, Jack si stanca e Janet, avvisata del contrattempo, ha l'idea di farlo dormire in una poltrona della loro camera.
- Guest stars: Priscilla Morrill (Signora Snow), Lou Wills (Tassista) e Shera Danese (Cameriera).
- Note: Basato sull'episodio E con mamma siamo in quattro di Un uomo in casa.

## Sul più bello
- Titolo originale: Roper's Niece
- Diretto da: Bill Hobin
- Scritto da: Paul Wayne e George Burditt

### Trama
La nipote dei Roper, Karen, è arrivata da New York a far visita ai coniugi, e la signora Roper rimprovera al marito di farle passare un soggiorno noioso. A Stanley viene l'idea di presentare sua nipote a Jack, confidando che in sua compagnia non corra alcun pericolo. Però, nel frattempo, il giovane sta organizzando una festa di compleanno per Janet, e quando il signor Roper gli suggerisce di portare fuori sua nipote per farla svagare un poco, Jack rifiuta, dicendo che non poteva lasciare Janet da sola a festeggiare il suo compleanno, ma in realtà immaginandola poco attraente. Quando il signor Roper porta Karen a incontrare Jack, è sorpreso di scoprire che è una bellissima ragazza. Jack chiede immediatamente a Karen di uscire e, al suo assenso, dice a Janet e Chrissy che torneranno in tempo per la festa. Tuttavia, il giovane all'ora stabilita non si presenta, facendo arrabbiare le due coinquiline, portandole a rendersi conto della loro gelosia.
- Guest star: Christina Hart (Karen)

## Né bambini né cani
- Titolo originale: No Children, No Dogs
- Diretto da: Bill Hobin
- Scritto da: Paul Wayne e George Burditt

### Trama
Larry Dallas deve dare in adozione una cucciolata e consegna un cane a Jack, il quale inizialmente vorrebbe tenerselo e lo presenta alle coinquiline. Chrissy si intenerisce ma Janet gli ricorda che il signor Roper non ammette animali domestici né bambini nei locali. Mentre il trio cerca di nascondere il cucciolo al signor Roper, Jack fallisce nei tentativi di dare via il cagnolino. Chrissy, a causa di problemi sul lavoro, di notte si sveglia di soprassalto ed esce in vestaglia sul balcone come se fosse una sonnambula. Sarà lei a trovare la soluzione: pone il cucciolo davanti all'abitazione dei Roper facendo credere a Stanley che si tratti di un regalo a Helen per il ventesimo anniversario di matrimonio.
- Guest star: Richard Kline (Larry Dallas)
- Note: Basato sull'episodio Niente bambini, niente cani di Un uomo in casa. Prima apparizione di Richard Kline, inizialmente personaggio ricorrente e poi inserito nella sigla iniziale a partire dalla quarta stagione.

## Jack l'ammazzagiganti
- Titolo originale: Jack the Giant Killer
- Diretto da: Bill Hobin
- Scritto da: Dennis Koenig e Larry Balmagia

### Trama
Jack non trova il coraggio di fronteggiare un energumeno che fa apprezzamenti su Chrissy e per questo si sente frustrato.
- Guest star: Paul Ainsley (Jim), Peter Palmer (Jeff), Peter Schuck (Pete) e Karen Fredrik (Cameriera)
- Note: Basato sull'episodio Per una birra in più di Un uomo in casa.

## Ladri d'affitto
- Titolo originale: It's Only Money
- Diretto da: Bill Hobin
- Scritto da: Paul Wayne e George Burditt

### Trama
I ragazzi, tornando a casa trovano la porta aperta e credono che la busta contenente i soldi per pagare l'affitto sia stata rubata e denunciano il furto. Successivamente, i tre scoprono che i soldi sono già stati incassati dal signor Roper.
- Guest star: William Pierson (Dean Travers) e Joey Forman (Agente)
- Note: Basato sull'episodio Una questione di soldi di Un uomo in casa.